# Hamburg Blue Devils
| Ewige GFL Bilanz | Ewige GFL Bilanz | Ewige GFL Bilanz | Ewige GFL Bilanz | Ewige GFL Bilanz | Ewige GFL Bilanz | Ewige GFL Bilanz | Ewige GFL Bilanz | Ewige GFL Bilanz | Ewige GFL Bilanz | Ewige GFL Bilanz | Ewige GFL Bilanz |
| Jahr             | Gesamt           | Gesamt           | Gesamt           | Heim             | Heim             | Heim             | Ausw.            | Ausw.            | Ausw.            | TD-Verhältnis    |                  |
| Jahr             | S                | N                | U                | S                | N                | U                | S                | N                | U                | TD-Verhältnis    |                  |
| ---------------- | ---------------- | ---------------- | ---------------- | ---------------- | ---------------- | ---------------- | ---------------- | ---------------- | ---------------- | ---------------- | ---------------- |
| 1995             | 6                | 5                | 1                | 4                | 2                | 0                | 2                | 3                | 1                | 282 : 209        |                  |
| 1996             | 8                | 4                | 0                | 5                | 2                | 0                | 3                | 2                | 0                | 274 : 190        |                  |
| 1997             | 10               | 0                | 0                | 5                | 0                | 0                | 5                | 0                | 0                | 338 : 128        |                  |
| 1998             | 9                | 2                | 1                | 5                | 1                | 0                | 4                | 1                | 1                | 350 : 223        |                  |
| 1999             | 9                | 3                | 0                | 6                | 0                | 0                | 3                | 3                | 0                | 331 : 186        |                  |
| 2000             | 1                | 9                | 0                | 1                | 4                | 0                | 0                | 5                | 0                | 148 : 315        |                  |
| 2001             | 10               | 1                | 1                | 6                | 0                | 0                | 4                | 1                | 1                | 447 : 148        |                  |
| 2002             | 9                | 3                | 0                | 4                | 2                | 0                | 5                | 1                | 0                | 330 : 155        |                  |
| 2003             | 9                | 2                | 1                | 5                | 1                | 0                | 4                | 1                | 1                | 315 : 181        |                  |
| 2004             | 8                | 4                | 0                | 4                | 2                | 0                | 4                | 2                | 0                | 378 : 249        |                  |
| 2005             | 7                | 3                | 0                | 4                | 1                | 0                | 3                | 2                | 0                | 224 : 119        |                  |
| 2006             | 8                | 4                | 0                | 4                | 2                | 0                | 4                | 2                | 0                | 356 : 215        |                  |
| 2007             | 7                | 5                | 0                | 4                | 2                | 0                | 3                | 3                | 0                | 305 : 219        |                  |
| 2008             | 6                | 6                | 0                | 4                | 2                | 0                | 2                | 4                | 0                | 201 : 185        |                  |
| 2012             | 2                | 12               | 0                | 1                | 6                | 0                | 1                | 6                | 0                | 257 : 586        |                  |
| 2013             | 4                | 10               | 0                | 3                | 4                | 0                | 1                | 6                | 0                | 225 : 448        |                  |
| Gesamt           | 113              | 73               | 4                | 65               | 31               | 0                | 48               | 42               | 4                | 4761 : 3756      |                  |

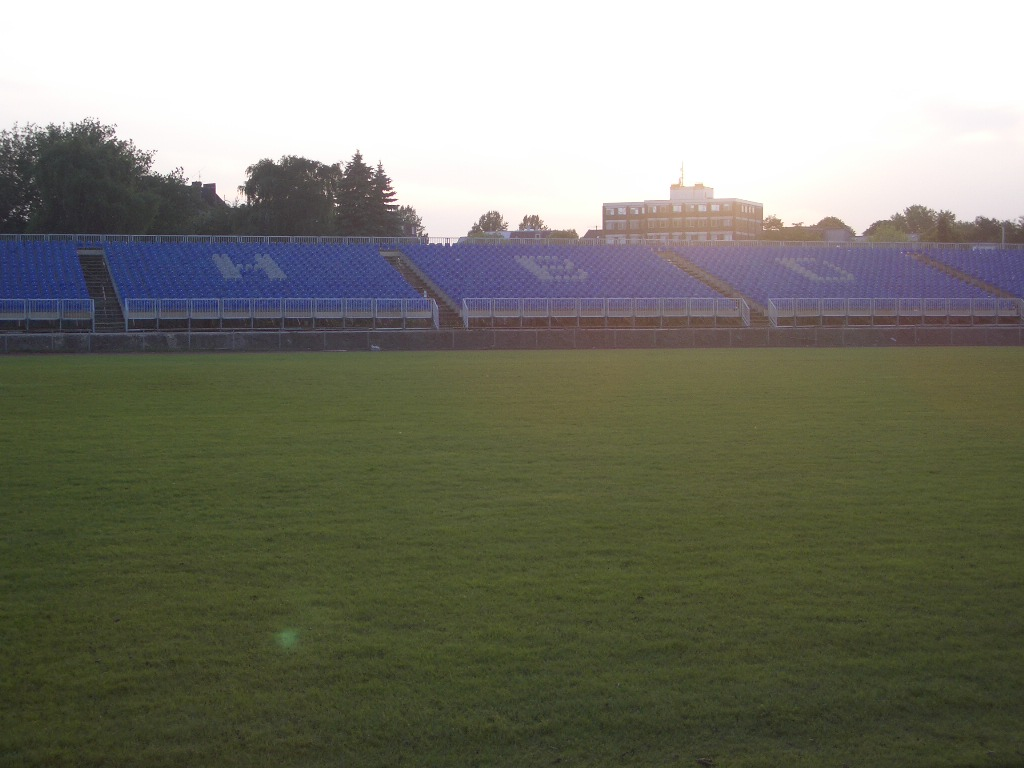
eVendi-Arena Hamburg (während der Bauarbeiten)

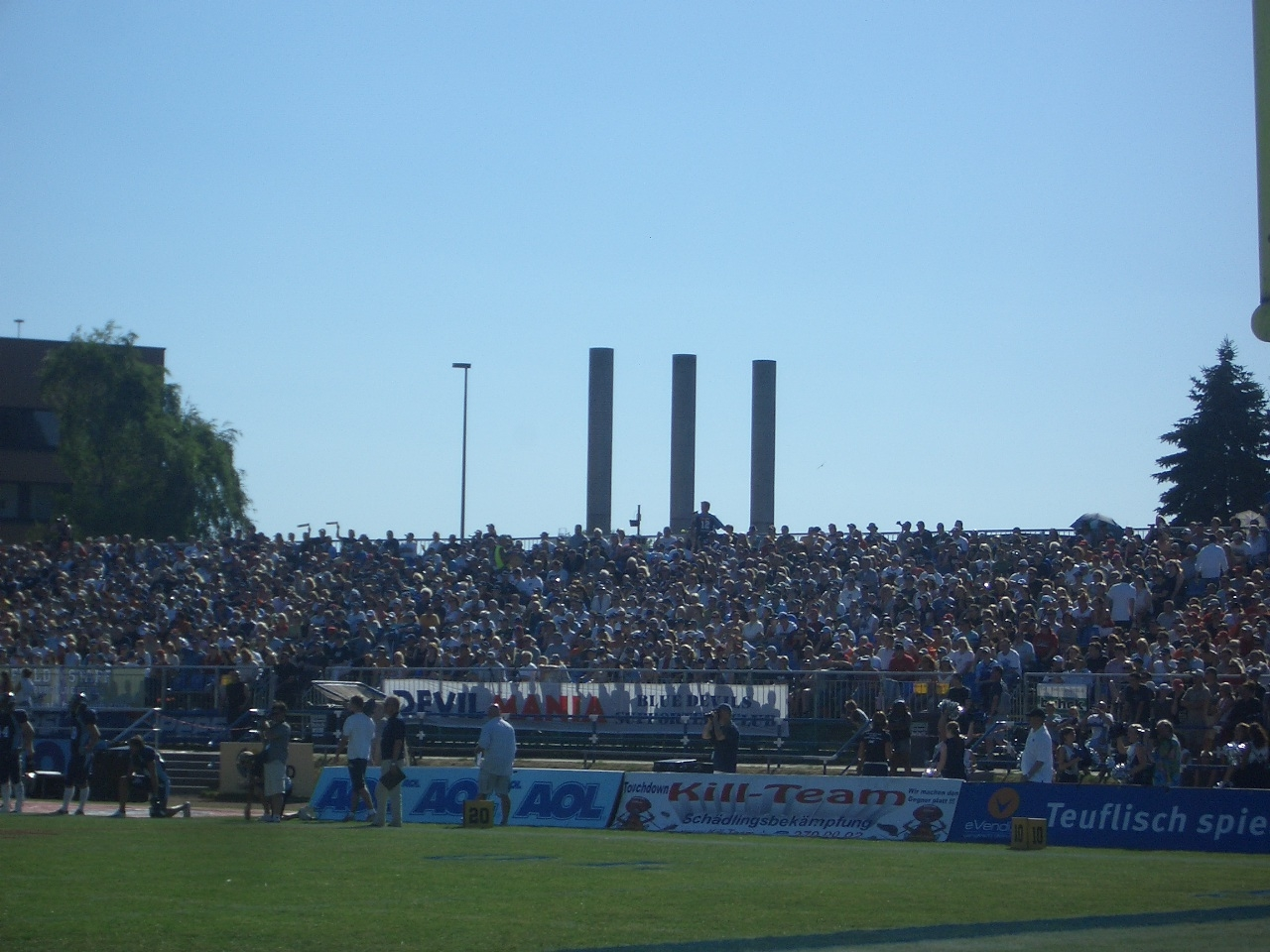
eVendi-Arena Hamburg

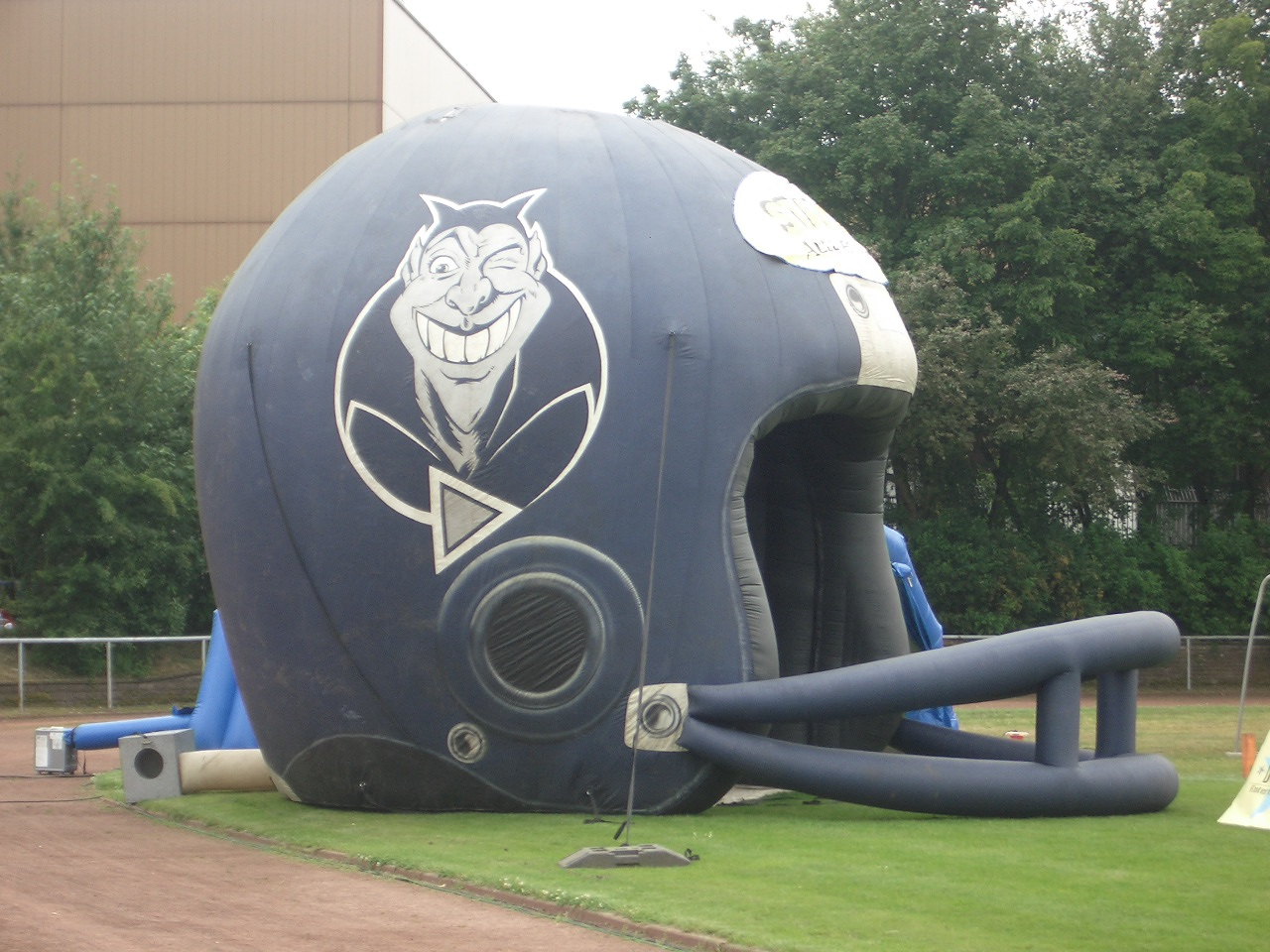
Helm

Die Hamburg Blue Devils (HBD) sind ein Hamburger American-Football-Verein, der mit seiner ersten Mannschaft von 1995 bis 2008 und von 2012 bis 2013 in der German Football League (GFL, 1. Deutsche Liga) spielte.

## Geschichte
Die Anfänge des American Footballs in der Hansestadt Hamburg gehen auf das Ende der 1970er Jahre zurück, als sich in Eppendorf die Mannschaft „Hamburger Piraten“ bildete. Im Jahr 1980 nahm mit den Hamburg Vikings, welche auf dem Sportplatz Höpen im Stadtteil Langenhorn beheimatet waren, erstmals eine Hamburger Mannschaft am Spielbetrieb (Nordliga) teil. 1991 entstand aus den Hamburg Hornets, die aus einer Fusion der Hamburg Dolphins und Harburg Rubberducks hervorgegangen waren, zunächst das Team Hamburg, das ursprünglich in einer von einem Fernsehsender geplanten Europaliga starten sollte. Als Trainer war der US-Amerikaner George White vorgesehen, der dann 1992 Trainer der Blue Devils wurde.

### 1990er Jahre
Am 11. Januar 1992 wurde der Hamburg Blue Devils e. V. gegründet. Als die Europaliga-Plänen nicht umgesetzt wurden, schickte Axel Gernert, „Macher“ des Teams Hamburg, die Spieler der Mannschaft zur Saison 1992 zu den Hamburg Hornets. Diese nahmen am Spielbetrieb der 3. Liga Nord teil und erreichten den Aufstieg in die 2. Bundesliga. Nachdem die Fernsehpläne platzten, spielte man unter der Bezeichnung Hamburg Blue Devils als Mannschaft ohne feste Liga einzelne Spiele gegen ausgewählte europäische Gegner in den nach dem Hauptsponsor benannten „Schweppes Cool Masters“. Diese Spielserie hatte Blue-Devils-Präsident Axel Gernert ins Leben gerufen. Das erste Spiel der Blue Devils fand am 12. September 1992 im Volksparkstadion gegen die Moskau Bears statt, die Hamburger gewannen vor 6200 Zuschauern mit 40:0. Das Hamburger Abendblatt schrieb anlässlich des ersten Spiels der Vereinsgeschichte, die Blue Devils seien „so etwas wie der letzte Versuch, Hamburg nicht nur als deutsche Football-Hochburg zu erhalten, sondern auch als europäische zu etablieren.“ Die erste Spielkleidung der Blue Devils stammte von der Hochschulmannschaft der Rice University (US-Bundesstaat Texas), der Gernert die ausgediente Ausrüstung des Vorjahres abkaufte.
Nach Protest der Braunschweig Lions, in dem es darum ging, dass mehrere Spieler in beiden Hamburger Mannschaften aufliefen, zogen sich 1993 die Hamburg Hornets aus dem Spielbetrieb zurück. Die Hamburg Blue Devils waren weiterhin keiner Spielklasse zugehörig.
Ab 1993 veranstalteten die Blue Devils das jährliche Wohltätigkeitsspiel „Charity Bowl“, in dem sie meist gegen Hochschulmannschaften aus den Vereinigten Staaten antraten. Zu der ersten Veranstaltung dieser Art Mitte Juni 1993 kamen 15 000 Zuschauer ins Volksparkstadion, um die Teufel im Spiel gegen die Mannschaft der Pacific Lutheran University zu sehen. Dass Hamburgs damaliger Erster Bürgermeister Henning Voscherau der Veranstaltung beiwohnte und die Siegerehrung übernahm, zeigte den Stellenwert, den die Blue Devils in der Sportlandschaft der Hansestadt mittlerweile eingenommen hatten. In den folgenden Jahren sorgte das Wohltätigkeitsspiel in Hamburg regelmäßig für Zuschaueraufkommen im fünfstelligen Bereich.
Im September 1993 reisten die Hamburg Blue Devils in die Vereinigten Staaten, um in Ohio als erste deutsche Mannschaft im Herkunftsland der Sportart ein (Freundschafts-)Spiel gegen eine US-Hochschulmannschaft (University of Findlay) zu bestreiten. Die Hamburger unterlagen 7:28. Im Oktober 1993 wurde der Hamburger Bürgermeister Voscherau Ehrenmitglied der Hamburg Blue Devils.
Ende 1993 griff der damalige HBD-Präsident Axel Gernert die alten Pläne wieder auf und gründete am AFVD vorbei die Football League of Europe (FLE), an der die Devils sowie weitere deutsche und europäische Vereine im Jahr 1994 teilnahmen. Im Endspiel der FLE unterlag man den Stockholm Nordic Vikings mit 35:43 im Volksparkstadion, das von 18 000 Menschen besucht war. Diese Zuschauerzahl wurde seinerzeit als europäische Bestmarke für ein Footballspiel eingestuft. Die Hamburger hatten es in ihrer Anfangszeit mit schwierigen Trainingsbedingungen zu tun, sie führten ihre Übungseinheiten zunächst auf dem Platz am Putkühl in Hamburg-Osdorf durch und beklagten die durch die Unebenheit der Fläche bestehende Verletzungsgefahr. Die FLE wurde finanziell ein Misserfolg, auch die Blue Devils steckten im Sommer 1994 in wirtschaftlichen Schwierigkeiten, US-Profis verließen die Mannschaft, es wurde von einem fehlenden Betrag in sechsstelliger Höhe berichtet.
Anfang des Jahres 1995 nahmen die Devils ein Angebot des AFVD an, als Quereinsteiger in der 1. Bundesliga, der heutigen German Football League zu spielen. Im selben Jahr wurden die Devils deutscher Vizemeister im German Bowl gegen die Düsseldorf Panther. Die 2. Mannschaft der Devils (Hamburg Grey Devils) fusionierte 1995 mit den Hamburg Patriots, benannte sich in Hamburg Wild Huskies (zwischenzeitlich Hamburg Eagles) um und wechselte zum SC Victoria Hamburg.
Beim Charity Bowl 1995 gewannen die Blue Devils gegen die der zweiten NAIA-Division zugehörigen St. Xavier University aus Chicago mit 20:0. Es war der erste Erfolg einer europäischen Mannschaft gegen eine Hochschulmannschaft aus den Vereinigten Staaten.
Im Juli 1996 gewannen die Hamburg Blue Devils unter Cheftrainer George White den Eurobowl. Im September 1996 starb White während eines Mannschaftsabends an einem Herzinfarkt. Wenige Tage später zogen die nun vom vorherigen spielenden Co-Trainer Chris Merritt betreuten Teufel in den German Bowl ein und gewannen diesen Anfang Oktober 1996 vor 19 700 Zuschauern im Volksparkstadion gegen Titelverteidiger Düsseldorf (31:12). Anschließend gab es Gedankenspiele, im Volkspark ein ausschließlich für den Football genutztes Stadion mit rund 15 000 Plätzen zu errichten, was aber nie umgesetzt wurde. 1997 verpassten die Devils den Einzug in den German Bowl, gewannen jedoch zum zweiten Mal den Eurobowl.
Im Jahr 1998 gewannen die Devils als erstes Team überhaupt den Eurobowl zum dritten Mal in Folge, verloren jedoch im German Bowl wie auch im Jahr 1999 gegen die Braunschweig Lions. Das Endspiel 1999 vor einer Rekordzuschauerzahl von 30 400 im Volksparkstadion ging als denkwürdige Veranstaltung in die Geschichte ein: Es stand knapp aus Hamburger Sicht vier Minuten vor dem Schluss 24:25. Blue-Devils-Kicker Timo Erbs traf beim Versuch, einen Extrapunkt zu erzielen, lediglich die Torstange, wodurch die Meisterträume der von Chris Merritt trainierten Hamburger platzten.

### 2000er Jahre
Die Saison 2000 wurde zum Misserfolg. Der Engländer Lee Rowland war als Cheftrainer eingestellt worden. Man sei dem Hamburger Publikum mindestens einen Titel schuldig, kündigte er vor dem Saisonbeginn an. Auch Präsident Gernert forderte: „Ein Titel muss schon sein.“ Noch vor dem Auftaktspiel gab es eine Änderung im Trainerstab, nach einer Niederlage im ersten Saisonspiel gegen Köln wurden die US-Spieler Derek Milner und Stacy Washington aus Leistungsgründen entlassen. Nach zwei weiteren Niederlagen schrieb die Zeitung Die Welt von der „wohl schwersten Krise der Vereinsgeschichte“. Zwar gab es in der Folge Siege, im verlorenen Eurobowl-Endspiel traten aber wieder die alten Missstände auf. Die Art der Niederlage im Finale kostete Rowland seinen Arbeitsplatz, der Engländer wurde im Juni 2000 entlassen. Ende Juni 2000 wurde Florian Berrenberg neuer Cheftrainer der Mannschaft. Die Saison wurde auf dem letzten Tabellenplatz abgeschlossen, nur durch den Rückzug der Bremen Bravehearts wurde der Gang in die Relegation vermieden. Höhepunkt des Jahres war das Freundschafts-Spiel gegen eine Auswahl der Notre Dame Fighting Irish. Doch es zogen auch wirtschaftlich dunkle Wolken auf: Die Devils hatten sich finanziell übernommen, der Presse zufolge standen allein 300 000 DM Stadionmiete aus, im Sommer 2000 vermeldete Devils-Präsident Gernert, dass kein Geld mehr da sei, man die Saison aber unbedingt zu Ende spielen wolle, indem ein strikter Sparkurs gefahren werden sollte. Gernert, dem mangelnde Transparenz vorgeworfen wurde, zog sich im September 2000 zurück. Die Zukunft der Mannschaft war zunächst ungewiss.
Ende April 2001 wurde Christian Baarz neuer Präsident der Blue Devils. Laut TAZ ging es in der Saison 2001 insbesondere darum, „sich im Jahr eins nach dem Zusammenbruch wieder zu konsolidieren. In allen Bereichen – sportlich, wirtschaftlich und vom Image her“. Den Verein drückten mit Stand Mai 2001 fast 350 000 DM Schulden, die der neue Vorstand bis Jahresende 2002 tilgen wollte. Die Blue Devils gingen mit einem Mannschaftshaushalt in Höhe von 1,7 Millionen DM in die Saison 2001 und spielten im Vergleich zum Vorjahr wie ausgewechselt. Verstärkt durch Star-Runningback Estrus Crayton und Meistertrainer Kent Anderson (holte mit Braunschweig in den Vorjahren dreimal den deutschen Meistertitel) blieben sie ohne Niederlage, erreichten zum fünften Mal den German Bowl und errangen durch ein 31:13 vor 23 000 Zuschauern in Hannover gegen die Braunschweig Lions ihren zweiten deutschen Meistertitel. Bereits Ende August 2001 war der Vertrag mit Trainer Anderson vorzeitig bis Ende Dezember 2005 verlängert worden.
Im Dezember 2001 meldete die Zeitung Die Welt: „Sportlich war das Jahr eins nach dem Rücktritt von Axel Gernert zwar ein voller Erfolg mit dem überraschenden Gewinn des German Bowl durch ein 31:13 im Finale über die Braunschweig Lions, aber finanziell steht den Blauen Teufeln das Wasser wieder bis zum Hals.“ Zu schaffen machten den Blue Devils unter anderem die hohen Mietkosten für die Heimspiele im Millerntorstadion (50.000 Mark pro Spiel zuzüglich Nebenkosten). Anfang des Jahres 2002 nannte Devils-Präsident Christian Baarz die Finanzlage „sehr angespannt“. Anfang Juli 2002 wurde Cheftrainer Kent Anderson fristlos entlassen, nachdem zuvor das Verhältnis zwischen dem Amerikaner auf der einen sowie Sportdirektor Dietrich-E. Stolze und anderen Vereinsmitarbeitern auf der anderen Seite aufgrund mehrerer Vorkommnisse erheblich gestört gewesen war. Anderson hatte Stolze als „keinen guten Footballpräsidenten“ bezeichnet, Stolze wiederum sprach von „hergelaufenen, geldgeilen Strolchen wie Kent Anderson“. Nachdem Rauswurf Andersons übernahm Spieler Maximilian von Garnier übergangsweise das Cheftraineramt, ehe John Rosenberg im Laufe des Juli als neuer Trainer kam. Rosenberg führte die Hamburger im Oktober 2002 durch einen 16:13-Endspielsieg gegen Braunschweig zum Gewinn des deutschen Meistertitels.
Im April 2003 trat Baarz als Vereinspräsident zurück. Nachfolger in diesem Amt wurde Herbert Espig. Im Jahr 2003 mussten die Hamburg Blue Devils Insolvenz anmelden und konnten den Spielbetrieb nur unter strengen Auflagen und mit finanzieller Unterstützung der Fans und Sponsoren beenden. Im Herbst 2003 stieg Karsten P. Steffens als Geldgeber ein. Trotz der wirtschaftlichen Schwierigkeiten konnte erneut der Meistertitel gewonnen werden, Meistertrainer war Kirk Heidelberg.
Durch den Einstieg des neuen Investors wurde die Saison 2004 gesichert, die durch eine Niederlage im Viertelfinale bei den Marburg Mercenaries beendet wurde. Im Dezember 2004 wurde Joe Roman als neuer Cheftrainer ab der Saison 2005 bekannt gegeben.
Nachdem sich 2005 Planungen, künftig im Billtalstadion zu spielen zerschlagen hatten, wurde am 28. Februar verkündet, den Sportplatz an der Memellandallee in Hamburg-Altona in ein eigenes Stadion umzuwandeln, die spätere eVendi Arena. Nachdem Karsten P. Steffens als Geschäftsführer der Vermarktungsgesellschaft der Blue Devils im Mai 2005 Insolvenz für das Unternehmen angemeldet hatte, (laut Gerichtsentscheid standen u. a. noch rund 60 000 Euro als an den FC St. Pauli zu zahlende Stadionmiete aus) sicherte die neu gegründete Sport Vermarktung Hamburg GmbH den Spielbetrieb. Trotz dieser Turbulenzen erreichten die Devils den German Bowl und mussten sich mit einem 28:31 gegen die Braunschweig Lions nur knapp geschlagen geben.
In der Saison 2006 erreichten die Devils den zweiten Platz in der GFL-Nord. Im Halbfinale unterlagen sie dem Gastgeber Marburg Mercenaries mit 33:20.
Im Frühjahr 2007 verkündeten die Blue Devils auf einer gemeinsam mit dem FC St. Pauli abgehaltenen Pressekonferenz die Rückkehr ins Millerntor-Stadion. Im Play-off-Viertelfinale der Saison 2007 unterlagen sie den Stuttgart Scorpions.
In der Saison 2008 verpassten die Blue Devils als Tabellenfünfter die Play-offs. Bis zum Ende der 2008er Spielzeit war Joe Roman Cheftrainer der Hamburger, sein Nachfolger wurde Maximilian von Garnier.
Die Blue Devils spielten seit 14 Jahren ununterbrochen in der GFL, was sonst nur den Braunschweig Lions und den Stuttgart Scorpions gelang, die beide ebenfalls seit 1995 in der GFL spielten. Diese Serie endete kurz vor Beginn der Saison 2009, als der neue Vereinspräsident Dominik Seyler den Rückzug aus der höchsten deutschen Spielklasse bekannt gab. Ein finanzieller Engpass war der Grund, weshalb die GFL-Lizenz zurückgeben wurde. Die Mannschaft trat anschließend in der Regionalliga Nord an, die dafür von sechs auf sieben Mannschaften vergrößert wurde.

### 2010er Jahre
2010 schafften sie den Aufstieg in die GFL2 Nord. Ende August 2011 stand der Aufstieg in die GFL nach einem 30:6-Sieg über die Lübeck Cougars fest.
Zum 1. Januar 2011 schlossen die Hamburg Blue Devils eine Kooperationsvereinbarung mit dem Hamburger SV und trugen anschließend den Namen HSV Hamburg Blue Devils. Ab 2011 spielten die HSV Hamburg Blue Devils in der Adolf-Jäger-Kampfbahn.
2012 und 2013 traten die Blue Devils in der GFL an. Nach der Saison 2013 wurde die Kooperation mit dem Hamburger SV beendet.
Obwohl sich die Hamburg Blue Devils für die Teilnahme an der Saison 2014 in der obersten Spielklasse sportlich qualifiziert hatten, zog der Verein im Januar 2014 den Lizenzantrag für die Teilnahme zurück. Der Verein begründete den Rückzug mit der aktuellen Stadionsituation.
Am 25. April 2014 veröffentlichten die Blue Devils eine Pressemitteilung, die den kompletten Rückzug der Herrenmannschaft aus dem Spielbetrieb 2014 bekannt gab. Cheftrainer von Garnier gab sein Amt ab. In der Saison 2015 spielten die Blue Devils unter Cheftrainer Peer Barkmann in der fünftklassigen Verbandsliga Nord und schlossen die Saison auf dem dritten Tabellenplatz ab. In der Saison 2016 belegten sie den zweiten Tabellenplatz und stiegen in die viertklassige Oberliga Nord auf. Dort schafften sie in der Saison 2017 den direkten Durchmarsch in die Regionalliga.
Im September 2019 trat Peer Barkmann als Cheftrainer der Blue Devils zurück, sein Nachfolger wurde Florian Voss.

### 2020er Jahre
Im Januar 2021 übernahm Patrick Hamid das Cheftraineramt. Am 9. Oktober 2023 wurde bekanntgegeben, dass dieser zu den Kiel Baltic Hurricanes als Coach für die Linebacker wechselt. Hamids Nachfolger als Cheftrainer der Hamburger wurde Florian Mundele. Im Februar 2024 wurde der Rückzug aus der Regionalliga vermeldet. Begründet wurde dieser Schritt mit Spielermangel.

## Vorstand
Der Vorstand des Hamburg Blue Devils e. V. besteht aus Daniel Eggert (Vorsitzender), Markus Busch und Reinhard Petersen.

## Erfolge
- 1994 Vizemeister FLE (35:43 gegen Stockholm Nordic Vikings aus Schweden)
- 1995 Deutscher Vizemeister (10:17 gegen Düsseldorf Panther)
- 1996 Europapokalsieger (EFL) (21:14 gegen Aix-en-Provence Argonautes aus Frankreich) und Deutscher Meister (31:12 gegen Düsseldorf Panther)
- 1997 Europapokalsieger (EFL) (35:14 gegen Phoenix di Bologna aus Italien)
- 1998 Europapokalsieger (EFL) (38:19 gegen Paris Flash aus Frankreich) und Deutscher Vizemeister (14:20 gegen Braunschweig Lions)
- 1999 Vizeeuropapokalsieger (EFL) (23:27 gegen Braunschweig Lions) und Deutscher Vizemeister (24:25 gegen Braunschweig Lions)
- 2000 Vizeeuropameister (EFL) (20:42 gegen Bergamo Lions aus Italien)
- 2001 Deutscher Meister (31:13 gegen Braunschweig Lions)
- 2002 Deutscher Meister (16:13 gegen Braunschweig Lions)
- 2003 Deutscher Meister (37:36 in Overtime gegen Braunschweig Lions)
- 2004 Deutscher Hallen-Flagfootballmeister (20:14 gegen Hamburg Grey Devils)
- 2005 Deutscher Vizemeister (28:31 gegen Braunschweig Lions)
- 2009 Meister Regionalliga Nord (ungeschlagen)
- 2010 Meister Regionalliga Nord (ungeschlagen)
- 2011 Meister GFL 2 Nord

## Teams im Hamburg Blue Devils e.V.

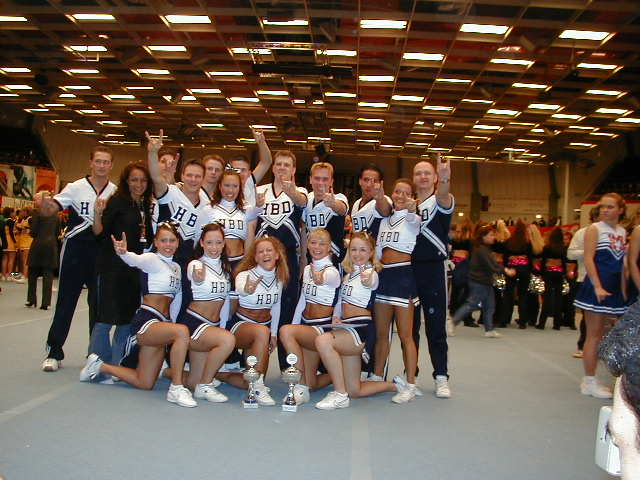
Hamburg Blue Angels

- Hamburg Blue Devils (Tackle-Football | 5. Liga - Verbandsliga)
- Hamburg Blue Devilyns (Tackle-Football Damen)
- Hamburg Junior Devils (U20 Jugend-Tackle-Football | GFL-J Nord)
- Hamburg Rookie Devils (U16 Jugend-Tackle-Football)
- Hamburg Little Devils (U13 Jugend Tackle-Football)
- Hamburg Blue Angels (Cheerleading)
- Hamburg Junior Angels (Cheerleading)
- Hamburg Peewee Angels (Cheerleading)

## Trivia
Die Hamburg Blue Devils traten im Musikvideo „Du und Ich“ der Popsängerin Blümchen aus dem Jahr 1996 auf. Diese war vor ihrer Musikkarriere Mitglied im Cheerleaderteam Blue Angels.